# Sportsklubben Brann 2014
Questa voce raccoglie le informazioni riguardanti lo Sportsklubben Brann nelle competizioni ufficiali della stagione 2014.

## Stagione
La stagione del Brann si aprì con l'avvicendamento in panchina tra Kenneth Mikkelsen – tecnico ad interim dopo l'esonero di Rune Skarsfjord – e il nuovo allenatore Rikard Norling.

## Maglie e sponsor
Lo sponsor tecnico per la stagione 2014 fu Hummel, mentre lo sponsor ufficiale fu Sparebanken Vest. La divisa casalinga fu completamente rossa, con inserti bianchi. Quella da trasferta era invece totalmente nera, con inserti rossi.
| Casa | Trasferta |

## Rosa
| N. |                               | Ruolo | Calciatore        |
| -- | ----------------------------- | ----- | ----------------- |
| 1  | Norvegia (bandiera)           | P     | Ådne Nissestad    |
| 2  | Islanda (bandiera)            | D     | Birkir Sævarsson  |
| 3  | Norvegia (bandiera)           | D     | Erlend Hanstveit  |
| 4  | Norvegia (bandiera)           | C     | Eirik Birkelund   |
| 5  | Macedonia del Nord (bandiera) | D     | Daniel Mojsov     |
| 6  | Norvegia (bandiera)           | D     | Vadim Demidov     |
| 7  | Norvegia (bandiera)           | D     | Hassan El Fakiri  |
| 8  | Norvegia (bandiera)           | C     | Fredrik Haugen    |
| 9  | Norvegia (bandiera)           | D     | Azar Karadas      |
| 10 | Svezia (bandiera)             | A     | Jakob Orlov       |
| 12 | Norvegia (bandiera)           | P     | Øystein Øvretveit |
| 15 | Senegal (bandiera)            | A     | Ibrahima Dramé    |
| 17 | Senegal (bandiera)            | C     | Stéphane Badji    |
| 18 | Svezia (bandiera)             | D     | Markus Jonsson    |
| 19 | Norvegia (bandiera)           | A     | Marcus Pedersen   |

| N. |                     | Ruolo | Calciatore               |
| -- | ------------------- | ----- | ------------------------ |
| 19 | Norvegia (bandiera) | A     | Kristoffer Larsen        |
| 20 | Norvegia (bandiera) | A     | Håkon Lorentzen          |
| 21 | Norvegia (bandiera) | D     | Andreas Vindheim         |
| 22 | Norvegia (bandiera) | C     | Amin Askar               |
| 23 | Norvegia (bandiera) | A     | Erik Huseklepp           |
| 24 | Polonia (bandiera)  | P     | Piotr Leciejewski        |
| 26 | Norvegia (bandiera) | C     | Kasper Skaanes           |
| 27 | Svezia (bandiera)   | D     | Erdin Demir              |
| 29 | Norvegia (bandiera) | C     | Kristoffer Barmen        |
| 30 | Norvegia (bandiera) | D     | Jonas Grønner            |
| 34 | Norvegia (bandiera) | A     | Oliver Rotihaug          |
| 36 | Norvegia (bandiera) | P     | Ludvig Lynum             |
| 37 | Norvegia (bandiera) | D     | Fredrik Heggland         |
| 38 | Norvegia (bandiera) | C     | Joachim Soltvedt         |
| 39 | Norvegia (bandiera) | C     | Fredrik Pallesen Knudsen |

## Calciomercato

### Sessione invernale(dal 01/01 al 31/03)
| Arrivi | Arrivi           | Arrivi       | Arrivi        |
| R.     | Nome             | da           | Modalità      |
| ------ | ---------------- | ------------ | ------------- |
| D      | Vadim Demidov    | Anži         | definitivo    |
| D      | Jonas Grønner    | KR Reykjavík | fine prestito |
| D      | Erlend Hanstveit |              | svincolato    |
| A      | Ibrahima Dramé   | Casa Sports  | definitivo    |
| A      | Jakob Orlov      | Gefle        | definitivo    |

| Partenze | Partenze          | Partenze      | Partenze      |
| R.       | Nome              | a             | Modalità      |
| -------- | ----------------- | ------------- | ------------- |
| P        | Jørgen Mohus      |               | svincolato    |
| D        | Henrik Gjesdal    | Nest-Sotra    | prestito      |
| D        | Simen Wangberg    | Tromsø        | definitivo    |
| C        | Tomasz Sokolowski | Stabæk        | prestito      |
| A        | Kennedy Ashia     | Liberty Prof. | fine prestito |
| A        | Bård Finne        | Colonia       | definitivo    |
| A        | Martin Pušić      | Esbjerg       | definitivo    |

### Sessione estiva(dal 15/07 all'11/08)
| Arrivi           | Arrivi            | Arrivi        | Arrivi        |
| R.               | Nome              | da            | Modalità      |
| ---------------- | ----------------- | ------------- | ------------- |
| D                | Azar Karadas      | Sogndal       | definitivo    |
| C                | Eirik Birkelund   | Saint-Étienne | definitivo    |
| A                | Marcus Pedersen   | Vitesse       | definitivo    |
| Altre operazioni |                   |               |               |
| R.               | Nome              | da            | Modalità      |
| D                | Henrik Gjesdal    | Nest-Sotra    | fine prestito |
| C                | Tomasz Sokolowski | Stabæk        | fine prestito |

| Partenze | Partenze          | Partenze | Partenze   |
| R.       | Nome              | a        | Modalità   |
| -------- | ----------------- | -------- | ---------- |
| D        | Henrik Gjesdal    | Tromsø   | definitivo |
| C        | Tomasz Sokolowski |          | svincolato |
| A        | Kristoffer Larsen | Hønefoss | prestito   |

## Risultati

### Eliteserien

#### Girone di andata
| Arbitro: | Hafsås (Trondheim) |

|                                         |           |  |
| Zajić 21’ Samuel 37’ (rig.), 54’ (rig.) | Marcatori |  |

| Arbitro: | Helgerud (Lier) |

|          |           |              |
| Orlov 9’ | Marcatori | 5’, 55’ Boli |

| Arbitro: | Edvartsen (Hamar) |

|          |           |            |
| Rubio 9’ | Marcatori | 81’ Larsen |

| Arbitro: | Moen (Haugesund) |

|                |           |  |
| Orlov 53’, 69’ | Marcatori |  |

| Arbitro: | Edvartsen (Hamar) |

|                                                                                       |           |                  |
| Reginiussen 19’ Svensson 28’ Jensen 64’ Søderlund 77’ (rig.) Bille Nielsen 89’ (rig.) | Marcatori | 14’, 60’ Skaanes |

| Arbitro: | Rafiq (Oslo) |

|           |           |                              |
| Orlov 27’ | Marcatori | 40’ (rig.), 42’, 50’ Gytkjær |

| Arbitro: | Staberg (Harstad) |

|          |           |                   |
| Hoff 33’ | Marcatori | 80’ (rig.) Berger |

| Arbitro: | Sandmoen (Kjelsås) |

|  |           |              |
|  | Marcatori | 37’ Vindheim |

| Arbitro: | Moen (Haugesund) |

|               |           |                         |
| Lorentzen 87’ | Marcatori | 35’ Olsen 61’ P. Ndiaye |

| Arbitro: | Kjensli (Oslo) |

|                    |           |           |
| Otoo 6’ Strand 44’ | Marcatori | 48’ Orlov |

| Arbitro: | Staberg (Harstad) |

|                           |           |                                      |
| Grønner 32’ Lorentzen 78’ | Marcatori | 35’ Høgh 47’ Kjartansson 73’ Stengel |

| Arbitro: | Hagen (Grue) |

|                                                  |           |                |
| Elyounoussi 14’, 45’, 68’ (rig.) Gulbrandsen 79’ | Marcatori | 20’, 26’ Askar |

| Arbitro: | Rafiq (Oslo) |

|  |           |           |
|  | Marcatori | 29’ Hurme |

| Arbitro: | Staberg (Harstad) |

|  |           |                       |
|  | Marcatori | 17’ Grønner 35’ Orlov |

| Arbitro: | Sandmoen (Kjelsås) |

|  |           |            |
|  | Marcatori | 46’ Kovács |

#### Girone di ritorno
| Arbitro: | Lundby (Bøverbru) |

|             |           |             |
| Høiland 90’ | Marcatori | 90’ Skaanes |

| Arbitro: | Rafiq (Oslo) |

|  |           |                |
|  | Marcatori | 35’ Sverrisson |

| Arbitro: | Hafsås (Trondheim) |

|                                                    |           |                                    |
| Vaagan Moen 35’ (rig.), 90’ Lundemo 41’ Friday 90’ | Marcatori | 45’ Huseklepp 71’ Barmen 72’ Orlov |

| Arbitro: | Moen (Haugesund) |

|           |           |  |
| Orlov 83’ | Marcatori |  |

| Arbitro: | Berntsen (Vang) |

|                                     |           |               |
| Mojsov 26’ Skaanes 29’ Pedersen 61’ | Marcatori | 60’ Søderlund |

| Arbitro: | Moen (Haugesund) |

|                                |           |                                        |
| Zahid 10’ Kjartansson 26’, 67’ | Marcatori | 29’ Haugen 79’ Hanstveit 87’ Sævarsson |

| Arbitro: | Hagen (Grue) |

|  |           |            |
|  | Marcatori | 32’ Forren |

| Arbitro: | Moen (Haugesund) |

|              |           |                                                  |
| Kastrati 66’ | Marcatori | 18’ Pedersen 25’ Skaanes 47’ Askar 67’ Huseklepp |

| Arbitro: | Kjensli (Oslo) |

|           |           |                    |
| Askar 63’ | Marcatori | 52’ Sigurbjörnsson |

| Arbitro: | Berntsen (Vang) |

|                                                                   |           |  |
| Karadas 31’ (aut.) Johnsen 66’ Shala 70’ (rig.) Mojsov 89’ (aut.) | Marcatori |  |

| Arbitro: | Moen (Haugesund) |

|              |           |                                     |
| Pedersen 82’ | Marcatori | 18’ Vilhjálmsson 62’ (aut.) Karadas |

| Arbitro: | Hafsås (Trondheim) |

|            |           |                             |
| Haugen 26’ | Marcatori | 72’ Nordvik 82’ Þórarinsson |

| Arbitro: | Edvartsen (Hamar) |

|                        |           |            |
| Laajab 32’, 42’ (rig.) | Marcatori | 64’ Mojsov |

| Arbitro: | Johnsen (Tønsberg) |

|                         |           |         |
| Grønner 45’ Karadas 46’ | Marcatori | 55’ Flo |

| Arbitro: | Hagen (Grue) |

|                            |           |                                     |
| Gytkjær 36’ Haraldseid 79’ | Marcatori | 6’ Huseklepp 12’ Orlov 90’ Vindheim |

#### Qualificazioni all'Eliteserien
| Arbitro: | Sandmoen (Kjelsås) |

|             |           |              |
| Skaanes 53’ | Marcatori | 37’ Diomande |

### Norgesmesterskapet
| Arbitro: | Hagenes |

|                               |           |                              |
| Christophersen 5’ Bjordal 32’ | Marcatori | 27’, 51’ Larsen 62’ Vindheim |

| Arbitro: | Steen |

|          |           |                          |
| Skår 12’ | Marcatori | 48’ Larsen 52’ Lorentzen |

| Arbitro: | Tennøy |

|              |           |                                          |
| Kampenes 40’ | Marcatori | 54’ Askar 72’ Orlov 90’ (rig.) Huseklepp |

| Arbitro: | Hobber Nilsen (Oslo) |

|                                               |           |                              |
| Askar 14’ Haugen 30’ Barmen 53’ Huseklepp 90’ | Marcatori | 39’ Reginiussen 88’ Blakstad |

| Arbitro: | Hafsås (Trondheim) |

|                            |           |               |
| Shala 66’, 87’ Johnsen 78’ | Marcatori | 24’ Huseklepp |